# Acomys minous
Rat épineux de Crète, Souris épineuse de Crète
Espèce
Statut de conservation UICN

 DD  : Données insuffisantes
Le Rat épineux de Crète ou Souris épineuse de Crète (Acomys minous) est une espèce de rongeurs de la famille des Muridés.

## Description
Le Rat épineux de Crète mesure entre 9 et 13 centimètres de long, auxquels on peut ajouter entre 9 et 12 cm de queue, et son poids varie de 30 à 86 grammes. Comme les autres souris épineuses, il n'a pas de véritables épines mais des poils durs et raides similaires aux épines d'un hérisson.

## Comportement
De naturel crépusculaire et nocturne, le Rat épineux de Crète se nourrit majoritairement de plantes et de graines, régime supplémenté par quelques arthropodes. Il vit en petits groupes sous l'égide d'une femelle adulte. Les portées comptent entre un et quatre souriceaux, qui naissent poilus et dont les yeux s'ouvrent après deux jours. 

## Répartition et habitat
Comme son nom l'indique, cette espèce est endémique de l'île de Crète en Grèce. Elle fréquente les fruticées et zones rocailleuses arides de l'île.

## Systématique
La validité de ce taxon est débattue, et le Rat épineux de Crète est parfois considéré comme étant une population de Rat épineux du Caire, potentiellement introduite en Crète par l'action humaine, une théorie qui concorde avec l'absence de fossiles d'Acomys sur l'île. Cependant, il reste des divergences morphologiques et génétiques avec ses cousins d'Afrique continentale,. Du fait de ce débat, l'UICN considère le Rat épineux de Crète comme une espèce à données insuffisantes.